# 湖北医药学院
湖北医药学院，简称湖医药，是中华人民共和国的一所全日制本科公办省属普通高等学校，位于湖北省十堰市茅箭区。

## 历史
湖北医药学院始建于1965年。
1965年11月，湖北省人民委员会决定武汉医学院在十堰翁家沟开设郧阳分院，招收医专学生，学校因此成为十堰市第一所大学。1986年，武汉医学院更名为同济医科大学，学校因此更名为同济医科大学郧阳医学院:939-940。1994年，学校脱离同济医科大学，更名为郧阳医学院。2010年5月，经中华人民共和国教育部同意，该校更名为湖北医药学院。在十堰市人民政府的“十四五”规划下，十堰市正在支持湖北医药学院更名为大学。